# Blatobulgium

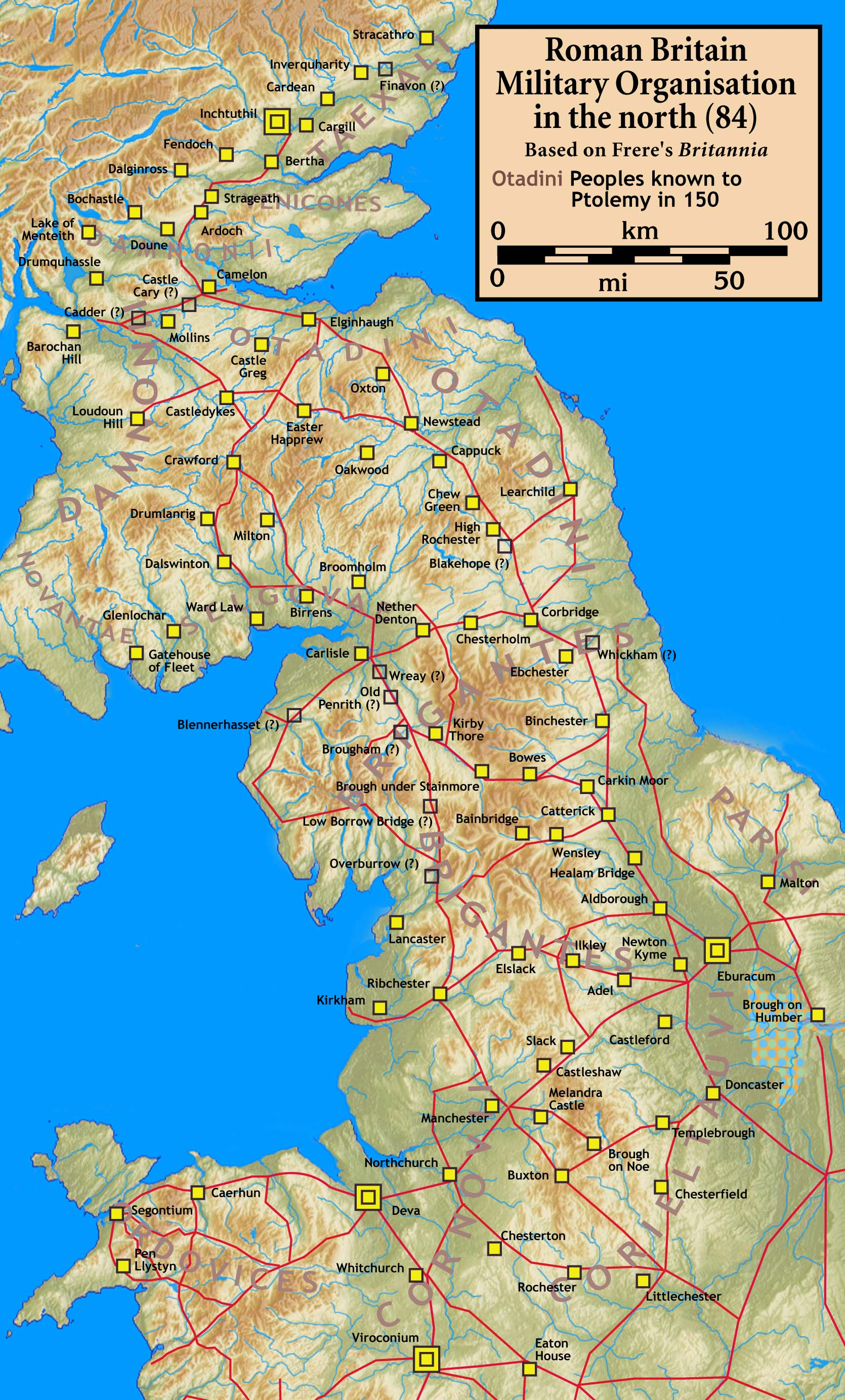
Una mappa di siti romani nel nord della Gran Bretagna intorno al 84 circa, incluso Blatobulgium (contrassegnato come "Birrens")

Blatobulgium, o Blato Bulgium, era un forte romano, situato nel moderno sito conosciuto come Birrens, nel Dumfriesshire, in Scozia.

## Nome
Blatobulgium è registrato nell'itinerario Antonino. Il nome deriva dalle radici brittoniche *blāto- 'fiore, fioritura' o *blāto- (da prima *mlāto-), 'farina' e *bolgo-, 'sacca, rigonfiamento'. Il nome può significare "collinetta fiorita" o "cavità fiorita". Tuttavia, poiché ci sono granai al forte, Blatobulgium potrebbe essere un soprannome che significa "Sacchi di farina".

## Storia
La fortezza formava il capolinea settentrionale della Watling Street di epoca romana, la "ITER II" (secondo intineriario) dell'itinerario Antonino. Si trovava nel territorio dei Selgovi.

## Posizione e funzione

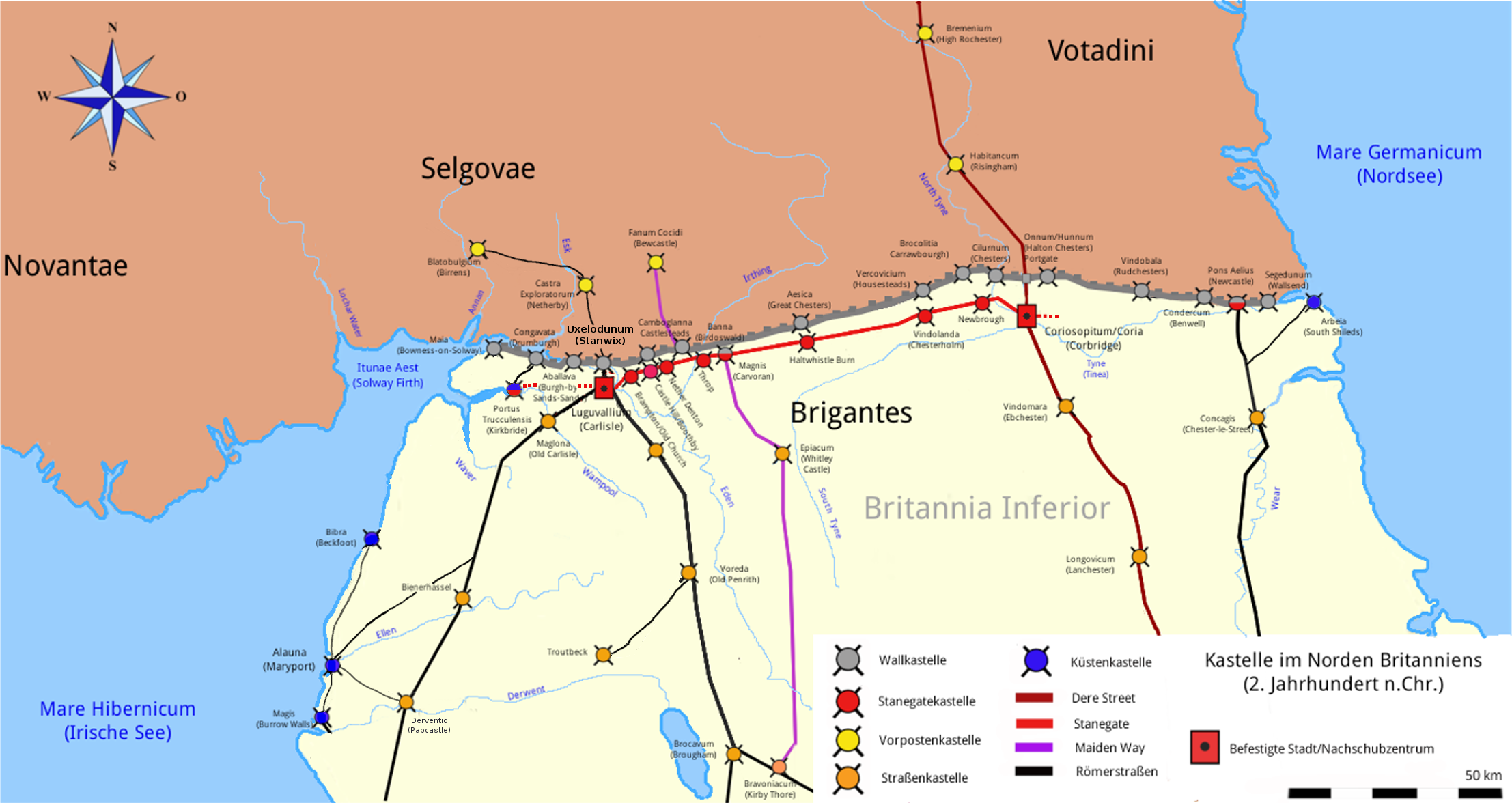
I forti attorno al Vallo di Adriano (intorno al 155)

Il forte si trova nelle Lowlands scozzesi, a nord di Bowness-on-Solway, a 2,5 chilometri ad est di Ecclefechan. L'area non è mai stata sovradimensionata in modo moderno ed è quindi molto facile da individuare nel terreno. Dal bastione meridionale, nulla è più visibile, mentre ci si avvicina al forte da sud, ma è ancora possibile vedere facilmente i resti delle fortificazioni settentrionali del forte, che si estendono lungo cespugli di ginestre sopra la riva del fiume.
Creato a nord del Vallo di Adriano, era utilizzato come postazione di osservazione e per monitorare una strada romana che portava da Carlisle (Luguvalium) nella Scozia meridionale e ad est di Rutupiae. Il castello si trovava nella zona tribale dei Selgovi e quindi una posizione strategica cruciale, che permetteva di controllare il terreno antistante l'estremità occidentale di Vallo di Adriano e quindi la costa dell'estuario del Solway. Il Vallo è la più famosa fortificazione del Limes Britannicus.

## Il forte

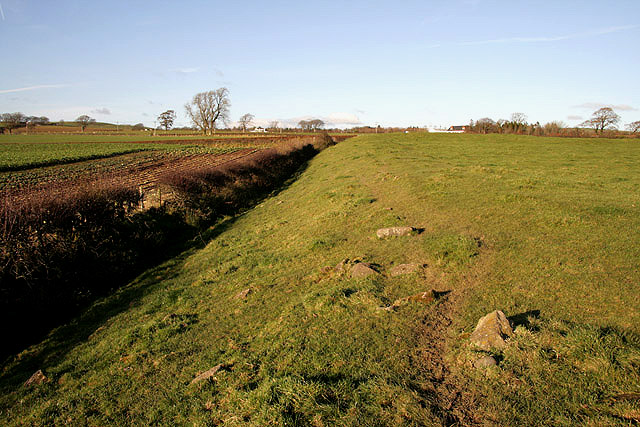
Lato occidentale del forte

Il primo castellum, di circa 1,32 ettari, sarebbe fondato sotto Giulio Agricola alla fine del I secolo, probabilmente nel corso delle sue campagne in Scozia. Ai tempi dell'imperatore Adriano (117-138), fu ingrandito a circa 1,65 ettari, secondo un'iscrizione non datata alla chiusura forse da parte dei soldati della Legio XX. Intorno al 150 fu nuovamente distrutto da un incendio. Fu ricostruito più volte nel 158 dalla coorte II Tungreorum sotto Giulio Vero e ampliato a 2,1 ettari, forse coinvolgendo un gruppo di costruzione della Legio VI Victrix di Eboracum (York). Tuttavia, i nuovi edifici erano di qualità inferiore rispetto ai loro predecessori, ma sono stati utilizzati continuamente fino alla fine del II secolo. A differenza con i campi vicini di High Rochester e Bewcastle fu abbandonato alla fine del II secolo, probabilmente intorno al 184. Reperti epigrafici e ritrovamenti di monete suggeriscono che fu occupata di nuovo nei primi anni del III secolo per un breve periodo da soldati romani. Il campo aveva una pianta regolare, leggermente allargata a sud-ovest, a pianta quadrata con angoli arrotondati a nord. Il muro era aperto in totale da quattro porte. Le fortificazioni sono state costruite esclusivamente nella costruzione di torba di legno, un successivo rinforzo da parte di un muro di pietra superiore non è stato rilevato. Il forte era anche circondato da un massimo di sei fossati. Nel corso dei secoli, il campo sudorientale fu spazzato via da un fiume vicino, il Middlebie Burn. Il vasto sistema di fossati e l'argine di terra di una porta sono ancora riconoscibili nella parte settentrionale, e gli edifici sparsi segnano la posizione dell'ex porta ovest.

### Edifici interni
La maggior parte dei resti dell'interno sono ancora sepolti, tranne che nell'angolo sud-orientale, dove sono ancora visibili i resti delle fondamenta in pietra; appartengono a edifici della retentura (cioè la parte posteriore del campo). Il principia, il praetorium, caserme a squadre e tre magazzini (horreum) e, probabilmente, i resti dell'ospedale del campo potrebbero anche essere provati. Nel castello di epoca adriana quasi tutte le strutture interne erano in legno, ad eccezione degli edifici centrali, che erano costruiti in pietra.

## Il vicus
Nel 1996 in un'indagine geofisica nell'ambiente settentrionale del forte, sono stati rilevati i resti di un edificio con cortile, probabilmente una stazione di posta (mansio). Ci sono anche prove che il campo era fuori dalle fortificazioni a sud sulle rive del fiume. La maggior parte delle tracce del vicus potrebbero essere individuate a nord del forte, mentre gli strati culturali romani sono stati trovati anche sotto il muro di terra del forte Antonino, vicino al sito del forte di Adriano. Altre tracce di civili sono state osservate anche nel nord-ovest della zona.
Alcune iscrizioni a Birrens menzionano anche i civili, come ad esempio i liberti Celer e Flavia Betica, moglie di Bassus, centurione della cohors II Tungorum la cui tomba di pietra fu posta dal figlio Afutianus, che visse nel castello. Una donna di nome Magunna (probabilmente un nome nativo) ha donato un altare a Giove Dolicheno. Presumibilmente ha vissuto nel villaggio del campo. Inoltre, è noto un uomo di nome Cistumucus, originario della Locus Maponi, a circa 16 km a ovest di Birrens, oggi Lochmaben. C'era un tempio per il dio Maponus (Cistumuci lo (co) Maboni); tuttavia, non è del tutto chiaro se la menzione di Maponus specificare solo l'origine del fondatore, o la divinità come il nome beneficiario Cistumucus era forse un rivenditore locale. I campi tombali qui certamente esistenti non sono stati ancora localizzati.

## Area del tempio
Un disegno dell'anno 1793 mostra un recinto leggermente più alto (annesso) ad ovest del forte. Le indagini sul suolo nel 1939 portarono alla luce due aree circondate da fossati. Probabilmente questo complesso ha attraversato diverse fasi di costruzione - simile al castello. Durante gli scavi dal 1962 al 1967, nessuna fortificazione fu scoperta sul lato orientale del forte. Uno dei quattro accampamento da marcia attorno a Birrens si è dimostrato un po' più a nord della struttura, ma sembra non avere alcun legame con la dipendenza. Entrambi dovrebbero essere stati costruiti nello stesso momento del campo. Fondamenti di un edificio in pietra nella parte meridionale del complesso sono stati osservati anche nel XIX secolo. Le prime tre iscrizioni furono trovate nel 1731. Una di queste iscrizioni era su un altare dedicato da un certo Amandus, un architetto, a Brigantia, la dea protettrice della tribù dei Briganti del Nord della Britannia. Si potrebbero anche scoprire frammenti di una statua leggermente più grande. Il gruppo di figure era ovviamente in un tempio, che misurava circa 36 per 12 piedi (11,0 m × 3,7 m). Un altro, fondato dai soldati della cohors II Tungorum, scoperto nel 1810 era l'altare dedicato alla dea Minerva. Altri tre altari furono scoperti due anni dopo. Erano dedicati alle divinità di Ricagambeda, a Marte e alla fortuna vittoriosa dell'Imperatore e "a tutti gli dei e le dee". Altri altari sacri, probabilmente anche da questo annessa, furono dedicati ad Harimella e Viradecthis. Questa zona è quasi certamente il quartiere dei templi del forte.